# أوليفر اوغرادي
أوليفر اوغرادي (بالإنجليزية: Oliver O'Grady)‏ (و. 1945  م) هو كاهن كاثوليكي أيرلندي، ولد في ليمريك.

## وصلات خارجية
- أوليفر اوغرادي على موقع IMDb (الإنجليزية)

- أوليفر اوغرادي في قاعدة بيانات الأفلام على الإنترنت